# Goulburn (Mars)
Goulburn – miejsce na Marsie, znane także jako Goulburn Scour, składające się z grupy skał odkurzonych przez silniki systemu sterowania reakcyjnego członu opadania łazika Curiosity podczas lądowania w miejscu Bradbury Landing. Zdjęcia podłoża skalnego wykonano 19 sierpnia 2012, w Sol 13, czyli w 13. marsjańskim dniu misji łazika Curiosity na powierzchni Marsa. Są one pierwszą odsłoną tego konglomeratu, będącego piaszczystą warstwą osadową utworzoną przez wodę w ubiegłych systemach geologicznych.
Goulburn znajduje się w grupie ciekawych odkrywek, takich jak Link i Hottah.
Nazwa tego sztucznie oczyszczonego marsjańskiego stanowiska skalnego pochodzi od skał w północnej Kanadzie, których wiek ocenia się na 2 miliardy lat.